# Campeonato Sudamericano de Baloncesto Junior de 2000
El Campeonato Sudamericano de Baloncesto Junior de 2000 corresponde a la IV edición del Campeonato Sudamericano de Baloncesto Sub-17, fue organizado por FIBA Américas. Fue disputado en el municipio de Cali capital del departamento del Valle de Cauca en Colombia entre el 2 de junio y el 10 de junio de 2000 y los 3 mejores clasifican al Fiba Americas Sub-18 a realizarse en 2002.

## Primera fase

### Grupo A
|   | Equipo   | Pts | J | G | P | PF  | PC  | Dif  |
| - | -------- | --- | - | - | - | --- | --- | ---- |
| 1 | Brasil   | 8   | 4 | 4 | 0 | 417 | 215 | +202 |
| 2 | Uruguay  | 7   | 4 | 3 | 1 | 290 | 288 | +2   |
| 3 | Colombia | 6   | 4 | 2 | 2 | 300 | 305 | -5   |
| 4 | Paraguay | 5   | 4 | 1 | 3 | 263 | 316 | -53  |
| 5 | Ecuador  | 4   | 4 | 0 | 4 | 248 | 394 | -146 |

| 2 de junio, 14:00  | Uruguay            | 51 - 82            | Brasil |  |
|                    |                    |                    |        |  |
| Parciales: -, -, - | Parciales: -, -, - | Parciales: -, -, - | Cali   |  |

| 2 de junio, 20:00     | Colombia              | 100 - 70              | Ecuador |  |
|                       |                       |                       |         |  |
| Parciales: -, -, -, - | Parciales: -, -, -, - | Parciales: -, -, -, - | Cali    |  |

| 3 de junio, 14:00     | Brasil                | 125 - 49              | Ecuador |  |
|                       |                       |                       |         |  |
| Parciales: -, -, -, - | Parciales: -, -, -, - | Parciales: -, -, -, - | Cali    |  |

| 3 de junio, 14:00  | Paraguay           | 66 - 69            | Uruguay |  |
|                    |                    |                    |         |  |
| Parciales: -, -, - | Parciales: -, -, - | Parciales: -, -, - | Cali    |  |

| 4 de junio, 20:00     | Brasil                | 114 - 59              | Paraguay |  |
|                       |                       |                       |          |  |
| Parciales: -, -, -, - | Parciales: -, -, -, - | Parciales: -, -, -, - | Cali     |  |

| 4 de junio, 14:00     | Colombia              | 79 - 80               | Uruguay |  |
|                       |                       |                       |         |  |
| Parciales: -, -, -, - | Parciales: -, -, -, - | Parciales: -, -, -, - | Cali    |  |

| 5 de junio, 14:00  | Uruguay            | 90 - 61            | Ecuador |  |
|                    |                    |                    |         |  |
| Parciales: -, -, - | Parciales: -, -, - | Parciales: -, -, - | Cali    |  |

| 5 de junio, 20:00     | Colombia              | 65 - 59               | Paraguay |  |
|                       |                       |                       |          |  |
| Parciales: -, -, -, - | Parciales: -, -, -, - | Parciales: -, -, -, - | Cali     |  |

| 6 de junio, 14:00     | Paraguay              | 79 - 68               | Ecuador |  |
|                       |                       |                       |         |  |
| Parciales: -, -, -, - | Parciales: -, -, -, - | Parciales: -, -, -, - | Cali    |  |

| 6 de junio, 14:00  | Colombia           | 56 - 96            | Brasil |  |
|                    |                    |                    |        |  |
| Parciales: -, -, - | Parciales: -, -, - | Parciales: -, -, - | Cali   |  |

### Grupo B
|   | Equipo    | Pts | J | G | P | PF  | PC  | Dif  |
| - | --------- | --- | - | - | - | --- | --- | ---- |
| 1 | Argentina | 8   | 4 | 4 | 0 | 420 | 210 | +210 |
| 2 | Venezuela | 7   | 4 | 3 | 1 | 409 | 272 | +137 |
| 3 | Chile     | 6   | 4 | 2 | 2 | 337 | 327 | +10  |
| 4 | Perú      | 5   | 4 | 1 | 3 | 284 | 383 | -99  |
| 5 | Bolivia   | 4   | 4 | 0 | 4 | 204 | 462 | -258 |

| 2 de junio, 14:00  | Perú               | 107 - 72           | Bolivia |  |
|                    |                    |                    |         |  |
| Parciales: -, -, - | Parciales: -, -, - | Parciales: -, -, - | Cali    |  |

| 2 de junio, 20:00     | Argentina             | 95 - 51               | Chile |  |
|                       |                       |                       |       |  |
| Parciales: -, -, -, - | Parciales: -, -, -, - | Parciales: -, -, -, - | Cali  |  |

| 3 de junio, 14:00     | Argentina             | 106 - 46              | Perú |  |
|                       |                       |                       |      |  |
| Parciales: -, -, -, - | Parciales: -, -, -, - | Parciales: -, -, -, - | Cali |  |

| 3 de junio, 14:00  | Venezuela          | 107 - 72           | Chile |  |
|                    |                    |                    |       |  |
| Parciales: -, -, - | Parciales: -, -, - | Parciales: -, -, - | Cali  |  |

| 4 de junio, 20:00     | Chile                 | 113 - 71              | Bolivia |  |
|                       |                       |                       |         |  |
| Parciales: -, -, -, - | Parciales: -, -, -, - | Parciales: -, -, -, - | Cali    |  |

| 4 de junio, 14:00     | Argentina             | 94 - 81               | Venezuela |  |
|                       |                       |                       |           |  |
| Parciales: -, -, -, - | Parciales: -, -, -, - | Parciales: -, -, -, - | Cali      |  |

| 5 de junio, 14:00  | Venezuela          | 117 - 29           | Bolivia |  |
|                    |                    |                    |         |  |
| Parciales: -, -, - | Parciales: -, -, - | Parciales: -, -, - | Cali    |  |

| 5 de junio, 20:00     | Perú                  | 54 - 101              | Chile |  |
|                       |                       |                       |       |  |
| Parciales: -, -, -, - | Parciales: -, -, -, - | Parciales: -, -, -, - | Cali  |  |

| 6 de junio, 14:00     | Argentina             | 125 - 32              | Bolivia |  |
|                       |                       |                       |         |  |
| Parciales: -, -, -, - | Parciales: -, -, -, - | Parciales: -, -, -, - | Cali    |  |

| 6 de junio, 14:00  | Venezuela          | 104 - 77           | Perú |  |
|                    |                    |                    |      |  |
| Parciales: -, -, - | Parciales: -, -, - | Parciales: -, -, - | Cali |  |

### Partido por el 5 lugar
| 10 de junio, 18:00 | Uruguay | 76 - 62 | Chile |  |
|                    | Cali    |         |       |  |

## Fase final

### Partido por el 3 lugar
| 10 de junio, 18:00 | Colombia | 84 - 111 | Venezuela |  |
|                    | Cali     |          |           |  |

### Final
| 10 de junio, 18:00 | Brasil | 81 - 85 | Argentina |  |
|                    | Cali   |         |           |  |

| Argentina         |
| Campeón Argentina |
| Tercer Título     |

## Clasificación
| Posición | Equipo    |
| -------- | --------- |
| 1        | Argentina |
| 2        | Brasil    |
| 3        | Venezuela |
| 4        | Colombia  |
| 5        | Uruguay   |
| 6        | Chile     |
| 7        | Paraguay  |
| 8        | Perú      |
| 9        | Ecuador   |
| 10       | Bolivia   |

## Clasificados al FIBA Américas Sub-18 2002
| Bandera de Argentina | Bandera de Brasil | Bandera de Venezuela |
| Argentina            | Brasil            | Venezuela            |
| -------------------- | ----------------- | -------------------- |